# Lista episoadelor din Bakugan: Intensificarea Mechtaniumului
Aceasta este o listă de episoade a celei de-a patra serie Bakugan, Intensificarea Mechtaniumului.

## Listă de episoade
1. Demonstratia din interspatiu (Interspace Showdown)
2. Distrugerea Mechtogan (Mechtogan Mayhem)
3. Deconectat (Disconnect)
4. Caderea in dizgratie (Fall From Grace)
5. Esecul Tri-Twisterilor (Tri-Twister Take Down)
6. Agonia Infringeri (Agony of Defeat)
7. Explozia BakuNano (BakuNano Explosion)
8. Intoarcerea in Noua Vestroia (Return to New Vestroia)
9. Controlul haosului (Chaos Control)
10. Un chin regal (A Royale Pain)
11. Inapoi in sincronizare (Back in Sync)
12. Explorarea constiintei (Mind Search)
13. Reconectare (Reconnection)
14. Amenintare tripla (Triple Threat)
15. Interspatiu sub asediu (Interspace Under Siege)
16. Intoarcerea eroului (A Hero Returns)
17. Gundalia atacata (Gundalia Under Fire)
18. In linia intai (Battle Lines)
19. Deschiderea portii (Unlocking the Gate)
20. Adevarata fata (True Colors)
21. Frumusete periculoasa (Dangerous Beauty)
22. Treburi neterminate (Unfinished Business)
23. In spatele mastii (Behind the Mask)
24. Armagedon din Interspatiu (Interspace Armageddon)
25. Luna intunecata (Dark Moon)
26. Infruntarea finala (The Final Takedown)
27. O sosire intunecata (Evil Arrival)
28. Cometa Wiseman (Wiseman Cometh)
29. Legatura misterioasa (Mysterious Bond)
30. Un Bakugan loial (The Prodigal Bakugan)
31. Combinatia imposibila (Combination Impossible)
32. Inamicul se aliaza (Enemy Allies)
33. Lupta pentru tinutul Bakugan (Battle for Bakugan Land)
34. Gunz infumuratul (Gunz Blazing)
35. Batalie pentru costumele de lupta (Battle Suit Bash)
36. Numărătoarea inversă a judecății de apoi (Countdown to Doomsday)
37. Ajunul exterminarii (The Eve of Extermination)
38. Saritura spre victorie (Jump to Victory)
39. Infiltrarea inamicului (Evil Infiltration)
40. Gunz trăiește (Gunz Lives)
41. Evolutia malefica (Evil Evolution)
42. Rau contra rau (Evil vs. Evil)
43. Infruntarea din dimensiunea Doom (Doom Dimension Throwdown)
44. Lovitura din trecut (Blast from the Past)
45. Începutul sfârșitului (Beginning of the End)
46. Capat de linie (End of the Line)